# Зандра Фелькер
Зандра Фелькер (нім. Sandra Völker, 1 квітня 1974) — німецька плавчиня.
Призерка Олімпійських Ігор 1996 року, учасниця 1992, 2000, 2004 років.
Чемпіонка світу з водних видів спорту 2001 року, призерка 1998, 2003 років.
Чемпіонка світу з плавання на короткій воді 1997, 1999, 2000 років, призерка 1995 року.
Чемпіонка Європи з водних видів спорту 1993, 1997, 1999, 2002 років, призерка 2004 року.
Чемпіонка Європи з плавання на короткій воді 1991, 1992, 1993, 1994, 1996, 1998, 1999 років, призерка 2003 року.